# أرفيل (بلجيكا)

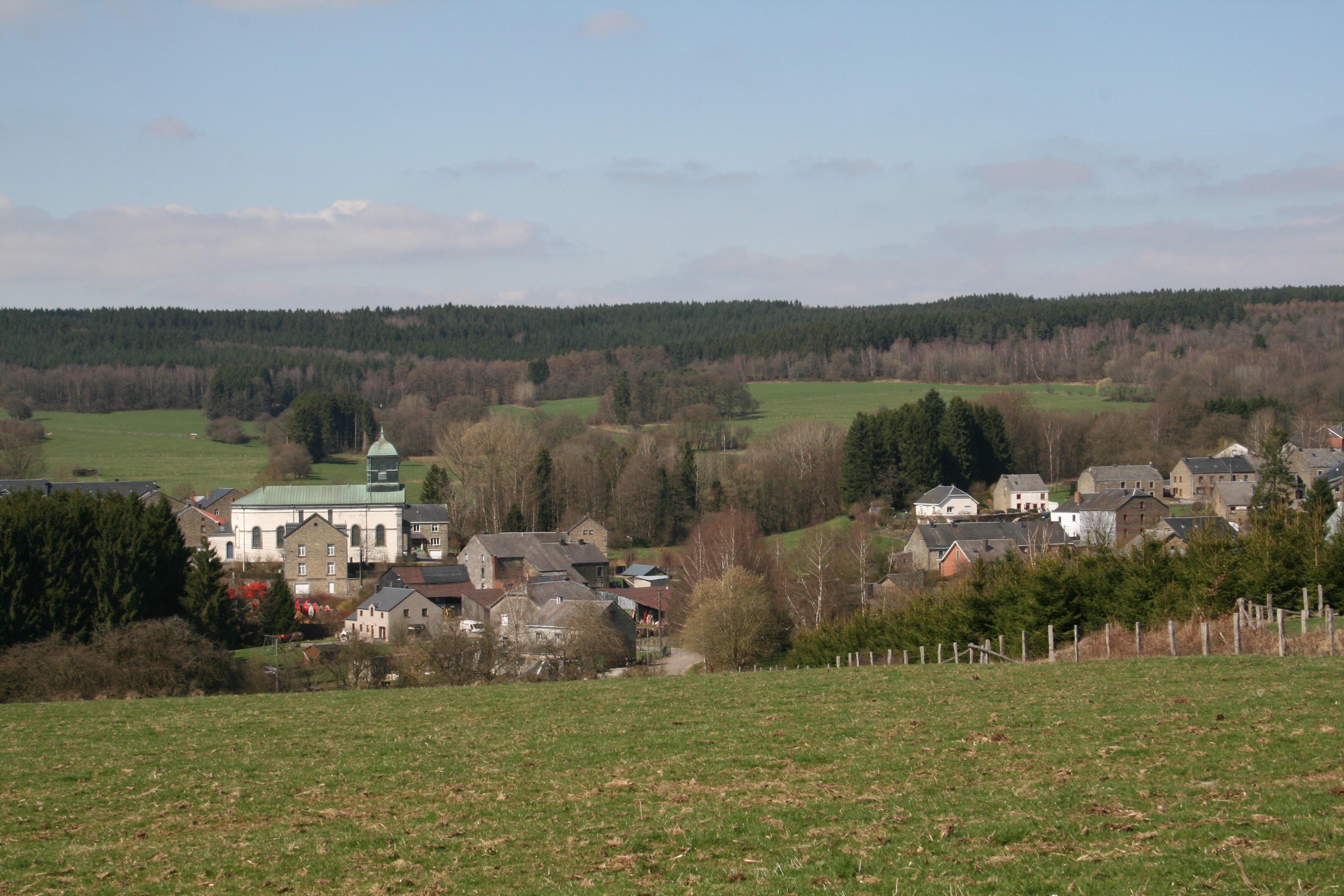
منظر القرية من الجنوب

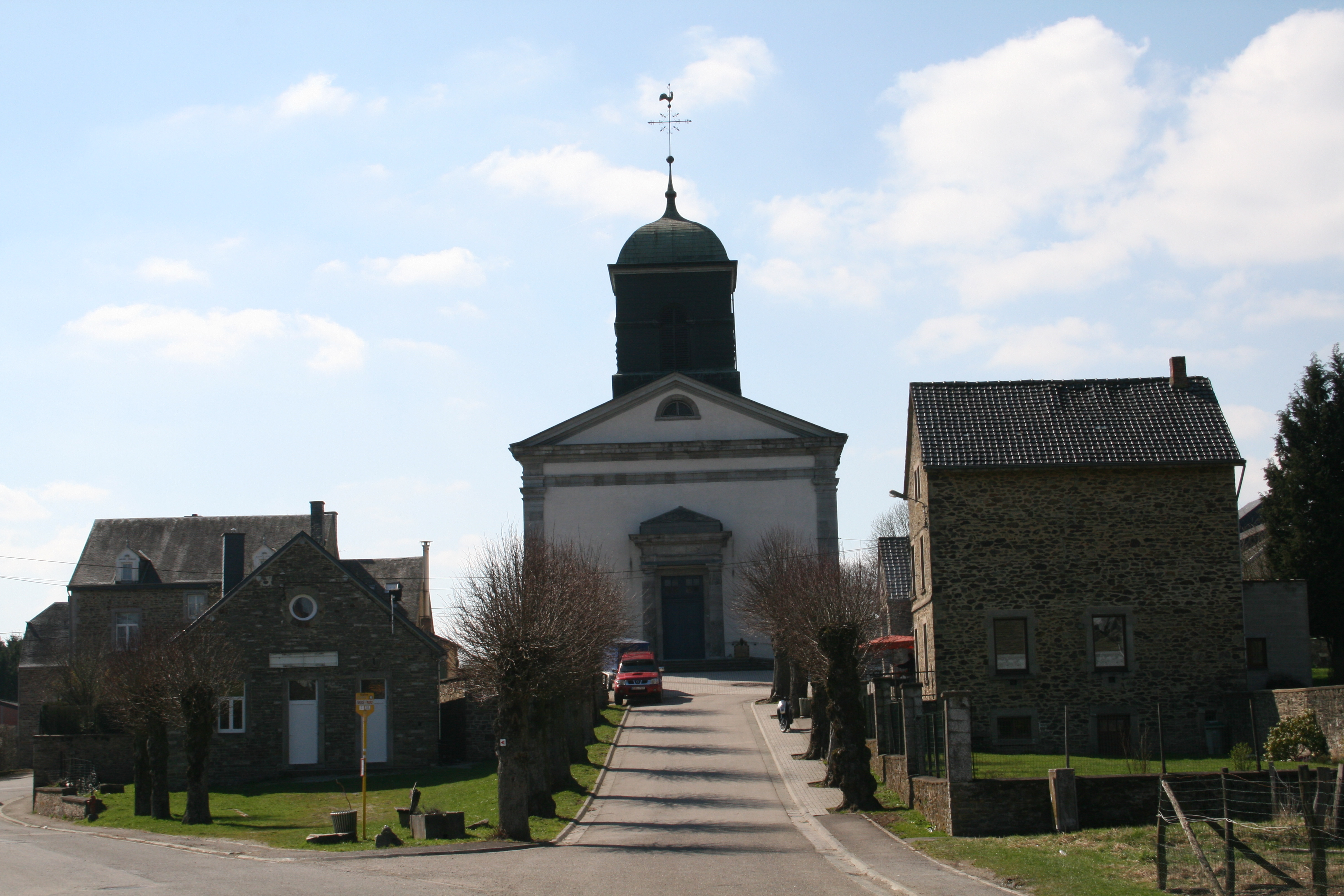
كنيسة القديس بولس في القرية

أرفيل (بالإنجليزية: Arville) هي قرية تقع في سانت هابرت في الإقليم الوالوني بمقاطعة لوكسمبورغ في بلجيكا. ويبلغ عدد سكانها 950 نسمة تقريبا.